# Anta Rugāte
Anta Rugāte (nascida Antonija Lūriņa a 16 de abril de 1949, na freguesia de Rundēni) é uma jornalista e política letã. Rugāte serviu como deputada do Saeima.